# زقزاقيات الشكل
زقزاقيات الشكل (الاسم العلمي: Charadriimorphae) هي طبقة حيوانية تتبع طائفة الطيور من صف فقاريات رباعية الأطراف.

## رتب
- زقزاقيات
- كركيات